# Josef Kotásek
Josef Kotásek (* 21. srpna 1973 Hodonín) je český právník a vysokoškolský pedagog, odborník na obchodní právo a právo cenných papírů.

## Život a kariéra
Působí na Právnické fakultě Masarykovy univerzity v Brně jako profesor a vedoucí katedry obchodního práva. Ve své vědecké a publikační činnosti se zaměřuje zejména na oblast práva cenných papírů, právní úpravu marketingových komunikací a interpretaci právních jednání.  
Je autorem 6 odborných knih, řady učebnic a dále více než 100 odborných statí (z jeho zahraničních článků převažují publikace v Rakousku). Na dalších desítkách monografií či učebních textech se podílel jako spoluautor.  
Josef Kotásek byl dlouholetým šéfredaktorem Časopisu pro právní vědu a praxi (časopis je veden v databázi SCOPUS a je volně dostupný), ve kterém publikoval své netradiční editorialy. 
Absolvoval řadu studijních a výzkumných pobytů v zahraničí, mj. na Max-Planck-Institutu v Hamburku. V minulosti byl proděkan Právnické fakulty MU, členem Legislativní rady vlády či Rozkladové komise ČNB. Je členem vědeckých rad Právnické fakulta MU, Právnické fakulty UK a Právnické fakulty UPOL.  
Josef Kotásek je předsedou Společnosti pro studium práva německy mluvících zemí, která se zaměřuje na přenos poznatků právní doktríny a judikatury SRN, Rakouska a Švýcarska do českého právního prostředí. V rámci spolkové činnosti se spolupodílí na organizaci oblíbených Letních škol středoevropského práva. 
V praxi působí zejména jako rozhodce Rozhodčího soudu při HK ČR a AK ČR, resp. jako rozhodce v zahraničních arbitrážích.  
Podcasty k vybraným otázkám obchodního práva zveřejňuje od roku 2019 na svém kanálu na Youtube; publikuje také na svém oficiálním blogu a na platformě Seznam Médium.
Je ženatý, má 4 děti. 